# Predrag Marković (političar)
Predrag Marković (Čepure kod Paraćina, 7. prosinca 1957.) je srbijanski političar, književnik i novinar.
Osnovnu školu i gimnaziju završio je u Paraćinu. Studirao je novinarstvo na Fakultetu političkih znanosti u Beogradu ali ga nije diplomirao. U Madridu i Barceloni.
Uređivao je mnoge časopise, biblioteke i brojne knjige iz područja književnosti, prava, povijesti i ekonomije. Osnovao je izdavačku kuću Stubovi kulture. Bio je jedan od osnivača i predsjednika ekspertske skupine G17 a poslije i potpredsjednik političke stranke G17+ Bio je predsjednik Narodne skupštine Srbije od 4. ožujka 2004. do 14. veljače 2007. godine. Prigodom rekonstrukcije vlade Mirka Cvetkovića izabran je za ministra kulture.